# Харузин, Мстислав Алексеевич
Мстисла́в Алексе́евич Хару́зин (в некоторых источниках Хорузин; 1893—1920) — поручик, участник Первой мировой и Гражданской войн (на штабных должностях), сотрудник отдела пропаганды при русском посольстве в Константинополе. Известен тем, что 5 апреля 1920 года в Константинополе совершил убийство одного из лидеров Белого движения на Юге России, бывшего заместителя Главнокомандующего Вооружёнными силами Юга России генерал-лейтенанта Ивана Романовского.
Сын русского этнографа, антрополога и государственного деятеля Алексея Харузина (1864—1932).

## Биография

### Первые годы
Родился в 1893 году в состоятельной семье русского учёного и государственного деятеля Алексея Харузина. В 1912 году окончил в Москве гимназию имени Медведниковых и в этом же году поступил в Лазаревский восточный институт, где занялся активным изучением турецкого языка. Увлекался востоковедением и археологией и в 1914 году направился в экспедиционную поездку в Египет.

### В период Первой мировой войны
Начало Первой мировой войны застало Харузина в Константинополе. Вернувшись в Российскую империю, он записался в части Красного креста, а в 1915 году поступил в Михайловское артиллерийское училище, которое окончил накануне Революции 1917 года.
По сведениям Романа Гуля, Харузин работал на штабных должностях в тыловых учреждениях. Несколько иные сведения о Харузине дает автор очерка об убийстве Романовского Б. С. Кучевалов. Как пишет Кучевалов, во время Первой мировой войны Харузин успел послужить в артиллерии, хотя и оговаривается, что не знает, в какой именно части.

### В период Гражданской войны в России
По сведениям Кучевалова, в Гражданскую войну Харузин некоторое время был на фронте у белых, а затем, уже в конце 1918 года, поступил на службу в «Осваг» — Осведомительное агентство при председателе Особого совещания при Главкоме ВСЮР, которое ведало пропагандой на занятой территории, одновременно выполняя функции контрразведки (в феврале 1919 года было реорганизовано в Отдел пропаганды). Согласно данным Кучевалова, Харузин с начала 1919 года работал в Константинопольском отделении ОСВАГа и одновременно неофициально работал на секретную организацию «Азбука» Василия Шульгина.
Согласно удостоверению № 352 от 6 сентября 1919 года за подписью генерала Г. Курлова, Харузин состоял в константинопольском информационном отделении отдела пропаганды особого совещания при Главнокомандующем Вооруженными силами Юга России. Согласно характеристике Харузина, данной ему первопоходником Романом Гулем: «Его жизнь, проходила в тыловой атмосфере конспирации, подпольщины, заговоров и интриг».
В ноябре 1919 года командирован особой осведомительной организацией «в города Северного Кавказа (Владикавказ, Грозный, Темир-Хан-Шура, Петровск, Дербент) для ознакомления с положением горских народов». С Северного Кавказа Харузин вернулся в Турцию.

### Убийство генерала Романовского
Согласно очерку Кучевалова, незадолго до приезда в Константинополь Деникина и Романовского там состоялось совещание трех лиц: поручика Х. (Мстислав Харузин), поручика У. (Владимир Ионович Ересов) и В. И. Некрасова. На совещании, во время которого обсуждался вопрос об ответственности Деникина и Романовского за поражения, Харузин настаивал на убийстве Романовского и просил от двух других лиц их содействия или, в крайнем случае, полного молчания.
5 апреля 1920 года в бильярдной комнате русского посольства в Константинополе было совершено убийство прибывшего из Крыма на английском судне бывшего заместителя Главнокомандующего Вооружёнными силами Юга России генерал-лейтенанта Ивана Романовского. Личность убийцы изначально не была установлена. Убийство вызвало широкий резонанс в среде русской эмиграции и Белого движения на Юге России.
Через шестнадцать лет после убийства, в 1936 году первопоходником Романом Гулем в русской газете Парижа «Последние новости» была опубликована статья, в которой он обнародовал данные, что убийцей Романовского являлся Мстислав Харузин. В руки Гуля попала собственноручная записка Харузина, где он сознавался в убийстве Романовского и приводил подробности этого преступления. Убийство было совершено им из пистолета системы «парабеллум». Харузин, по некоторым сведениям, состоял в тайной монархической организации, которая и вынесла Романовскому смертный приговор, считая его основным виновником неудач Белого движения на Юге России.
Генерал Антон Деникин, узнав 5 апреля о произошедшем рядом с ним убийстве своего начальника штаба Ивана Романовского, в «Очерках русской смуты» так описал это событие, которым завершилось его управление Белым движением на Юге России:

«— Ваше превосходительство, генерал Романовский убит.
Этот удар доконал меня. Сознание помутнело, и силы оставили меня — первый раз в жизни. Моральных убийц Романовского я знаю хорошо. Физический убийца, носивший форму русского офицера, скрылся. Не знаю, жив ли он, или правду говорит молва, будто для сокрытия следов преступления его утопили в Босфоре. Генерал Хольмэн, потрясенный событием, не могший простить себе, что не оберег Романовского, не настояв на нашем переезде прямо на английский корабль, ввел в посольство английский отряд, чтобы охранить бывшего русского главнокомандующего… Судьбе угодно было провести и через это испытание. Тогда, впрочем, меня ничто уже не могло волновать. Душа омертвела.»

### Гибель
Харузин ещё месяц после убийства Романовского находился в Константинополе, а затем погиб при невыясненных обстоятельствах, не вернувшись из командировки в Анкару к Кемаль-паше, в которую 1920 году был отправлен от константинопольского посольства в связи с начавшимся там турецким национальным движением для установления связей с ним. Согласно некоторым предположениям, он был устранён заказчиками убийства Романовского, согласно другим предположениям — погиб в глубине Турции от рук турецких либо греческих повстанцев. Место смерти и захоронения Мстислава Харузина неизвестно.